# Harfordia macroptera
Harfordia macroptera är en slideväxtart som beskrevs av Greene & Parry. Harfordia macroptera ingår i släktet Harfordia och familjen slideväxter.

## Underarter
Arten delas in i följande underarter:
- H. m. fruticosa
- H. m. galioides